# يكة منقبضة
يكة منقبضة (الاسم العلمي:Yucca constricta) هي نوع من النباتات تتبع جنس اليكة من الفصيلة الهليونية.